# Salvador Nogueira
Salvador Nogueira Leite Ceglia (São Paulo, 20 de março de 1979), é um jornalista dedicado à divulgação científica e escritor.

## Carreira
Colunista do jornal Folha de S.Paulo e da revista Scientific American Brasil. Dedica-se à divulgação científica com ênfase em Astronomia e Exploração Espacial. Foi sócio-fundador e conselheiro, entre 2005 e 2009, da Associação Aeroespacial Brasileira(AAB) e assessor de comunicação da Sociedade Brasileira de Física. Mantém um canal de vídeo no YouTube chamado Mensageiro Sideral - Desvendando os Segredos do Universo. Atualmente, é relações públicas da missão espacial Garatéa-L, a primeira sonda lunar brasileira, com lançamento marcado para 2021 e é editor do sítio Trek Brasilis, sobre o universo ficcional de Star Trek.

## Obras

### Contos
- Stranger in the night. Revista Nature (London), v. 437, p. 1396-1396, 2005.

### Livros
- 25 grandes gênios da humanidade - e como a vida deles pode inspirar a sua. 1.  ed. São Paulo: Editora Abril ( 2016 ).

- Jornada nas Estrelas. O guia da saga. 1. ed. São Paulo: LEYA ( 2016 ), com Alexandria, S. L. .

- Ciência Proibida. As experiências científicas mais perigosas, assustadoras e cruéis já realizadas. 1. ed. São Paulo: Editora Abril ( 2015).

- Física 2011. Estado da arte, desafios e perspectivas para os próximos cinco anos. 1. ed. São Paulo: McHilliard Editora ( 2011 ), com Romero, T. .

- Extraterrestres. Onde eles estão e como a ciência tenta encontrá-los. 1. ed. São Paulo: Editora Abril ( 2014 ).

- Mitologia - Lendas. 1. ed. São Paulo: Editora Abril (2011).

- 1910: O primeiro voo do Brasil. 1. ed. São Paulo: Editora Aleph ( 2010 ), com Alexandria, S. L. .

- Almanaque Jornada nas Estrelas. 1. ed. São Paulo: Editora Aleph ( 2009), com Alexandria, S. L. .

- Coleção Explorando o Ensino. Volume 11. Fronteira Espacial - Parte 1. Astronomia. 1. ed. Brasília: MEC ( 2009 ), com Canalle, J. B. G. .

- Coleção Explorando o Ensino. Volume 12. Fronteira Espacial - Parte 2. Astronáutica. 1. ed. Brasília: MEC ( 2009 ), com Pessoa Filho, J. B. E SOUZA, P. N. .

- Conexão Wright-Santos-Dumont. A verdadeira história da invenção do avião. 1. ed. Rio de Janeiro: Editora Record ( 2006 ).

- Rumo ao Infinito. Passado e futuro da aventura humana na conquista do espaço. 1. ed. São Paulo: Editora Globo ( 2005 ).